# Relaciones Camboya-México
Las naciones de Camboya y México establecieron relaciones diplomáticas en 1976. Ambas naciones son miembros de las Naciones Unidas.

## Historia
Camboya y México establecieron relaciones diplomáticas en septiembre de 1976. Los vínculos se han desarrollado principalmente en el marco de foros multilaterales. 
En noviembre de 2010, el gobierno de Camboya envió una delegación de 22 miembros para asistir a la Conferencia de las Naciones Unidas sobre el Cambio Climático de 2010 en Cancún, México.
En septiembre de 2016, ambas países firmaron un Acuerdo de Cooperación Científica y Técnica entre el Instituto Nacional de Investigaciones Forestales Agrícolas y Pecuarias de México y el Ministerio de Agricultura, Silvicultura y Pesca de Camboya sobre Investigación y Desarrollo Agrícola. En noviembre de 2016, ambas países firmaron un Memorándum de Entendimiento entre la Secretaría de Cultura de México y la Autoridad Nacional de Apsara, Autoridad para la Protección y Salvaguarda de Angkor y la Región de Angkor de Camboya.
En 2023, ambas naciones celebraron 47 años de relaciones diplomáticas.

## Misiones diplomáticas
- Camboya está acreditado ante México a través de su embajada en Washington D. C., Estados Unidos.[5]
- México está acreditado ante Camboya a través de su embajada en Bangkok, Tailandia y mantiene un consulado honorario en Nom Pen.[6][7]